# Solidarité internationale pour le développement et l’investissement
Solidarité internationale pour le développement et l’investissement (sidi), est une société anonyme solidaire créée en 1983 par une ONG de développement, le Comité catholique contre la faim et pour le développement (le CCFD-Terre Solidaire).

## Histoire
La Sidi contribue à la promotion d’une économie sociale et solidaire, par la consolidation d’activités économiques individuelles ou collectives, initiées localement, dans les pays du Sud et de l’Est.
Son métier est de proposer un appui financier et technique aux structures de financement de proximité (SFP), qui offrent des services financiers adaptés aux populations exclues des circuits  bancaires traditionnels. L’objectif est de favoriser la consolidation de ces structures, afin qu’elles proposent des services (d’épargne, de crédit, de formation, d’accès au marché et de mutualisation des risques) durables.